# (500412) 2012 TY114
(500412) 2012 TY114 es un asteroide perteneciente al cinturón de asteroides, descubierto el 4 de noviembre de 2007 por el equipo del Mount Lemmon Survey desde el Observatorio del Monte Lemmon, Arizona, Estados Unidos.

## Designación y nombre
Designado provisionalmente como 2012 TY114.

## Características orbitales
2012 TY114 está situado a una distancia media del Sol de 3,022 ua, pudiendo alejarse hasta 3,287 ua y acercarse hasta 2,757 ua. Su excentricidad es 0,087 y la inclinación orbital 8,092 grados. Emplea 1919,35 días en completar una órbita alrededor del Sol.

## Características físicas
La magnitud absoluta de 2012 TY114 es 17,1.